# 発微算法

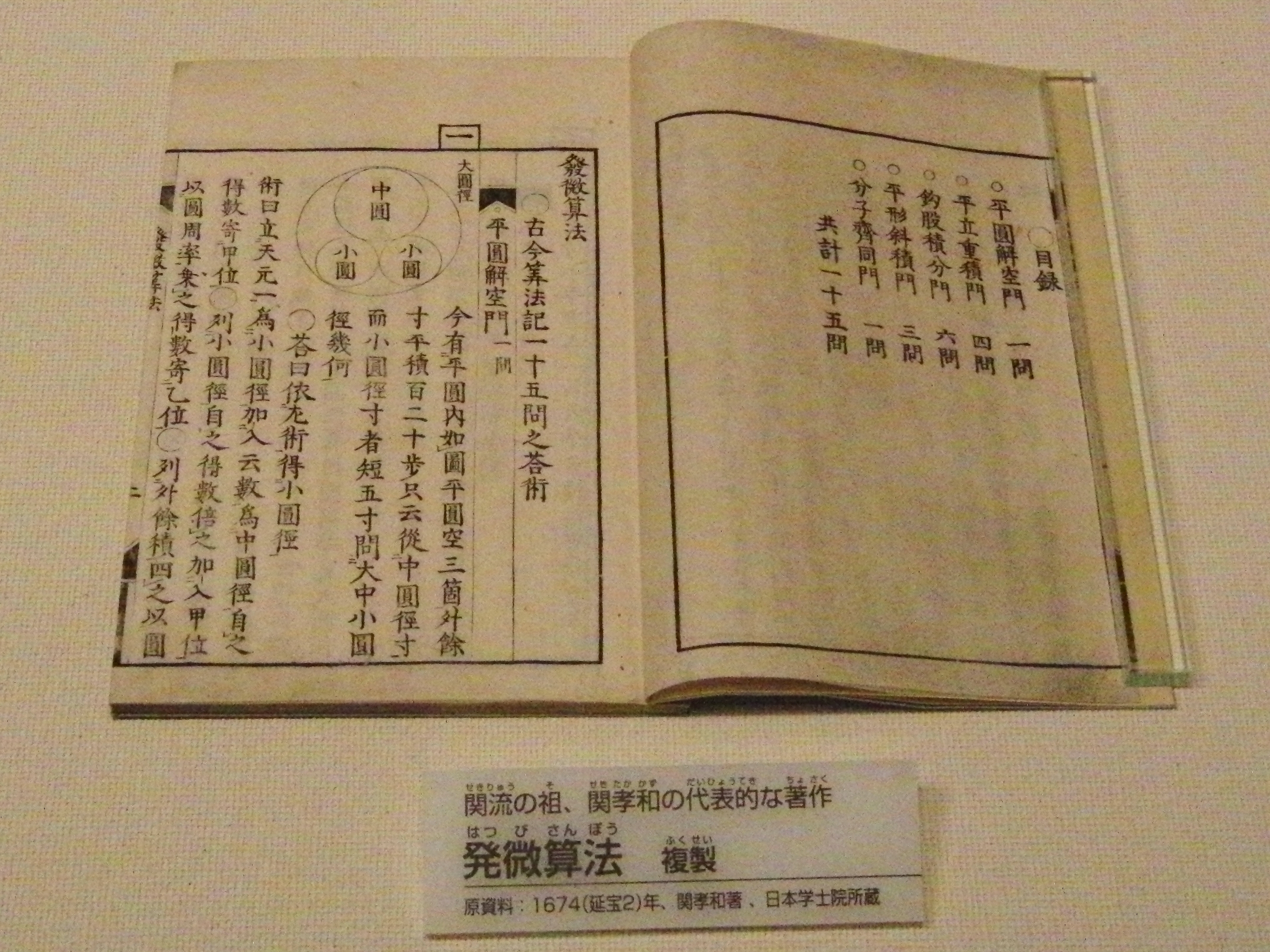
『発微算法』（複製）。国立科学博物館の展示。

『発微算法』（はつびさんぽう）は、1674年（延宝2年）に刊行された関孝和の著書。関の生前に刊行された唯一の著書でもある。

## 刊行以前
和算家の沢口一之は1671年に『古今算法記』を刊行した。この著書の中で沢口は天元術を解説した。天元術では一元高次方程式か連立多元一次方程式しか扱えなかった。沢口は巻末に天元術では解けない問題15問を遺題として示した。沢口の15問の遺題は、平円解空門1問、平立重積門4問、鈎股積分門6問、平形斜積門3問、分子斉同門1問に分かれていたが、最初と最後の2問以外はほぼ同じ手法で解決することができた。

## 刊行
関孝和は『発微算法』により『古今算法記』に示された遺題の解答法を示した。関は傍書法と呼ばれる方法を用いて問題を解いた。これにより、従来の天元術では解くことができなかった文字係数の多元高次方程式を解くことに成功した。なお、『発微算法』においては最終的に得られる一変数の方程式のみを記し、傍書法については一切触れなかった。

## 刊行以後
『発微算法』には解答だけ述べられており計算過程が書かれていなかったため、非常に分かりにくかった。そのため、佐治一平門下であった松田正則が編集した『算法入門』（1681年刊行）などにより批判された。関孝和の弟子であった建部賢弘は1685年に『発微算法演段諺解』を刊行し、関の方法を解説した。
また、1680年に版元が火災に遭い版木が焼失してしまったため、『発微算法演段諺解』の第1巻は『発微算法』の復刻となっている。

## 異版本
『発微算法』は現在、日本学士院所蔵本、関西大学所蔵本、個人所蔵本、和算研究所下平和夫旧蔵本の4本現存している。そのうち、下平和夫旧蔵本は改訂本であり、他3本は初版本である。改訂本においては第7問の解答の間違いが修正されている。